# Rudolph Buchhave
Rudolph Buchhave (født 24. december 1737 i Pedersker på Bornholm, død 16. november 1796 i København) var en dansk læge, skribent og tidsskriftredaktør.

## Uddannelse og tidlig karriere
Rudolph Buchhave var søn af pastor Jens Buchhave og Anna Elisabeth født Bagger. Han dimitteredes 1758 fra Køge Skole og lod sig efter i nogle år at have været alumnus på Valkendorfs Kollegium og prosektor ved Theatrum anatomicum 1766 eksaminere for det medicinske fakultet, hvorpå han 1767 disputerede for doktorgraden og kreeredes ved Universitetsfesten i anledning af kongens kroning. Samme år blev han læge ved Sorø Akademi, men opgav 1776 utilfreds denne post og helligede sig botaniskmedicinske studier, særlig over nellikeroden (Radix gei urbani s. caryophyllatæ), hos hvilken han mente at have opdaget sikre feberstillende egenskaber, så at denne indenlandske plante skulle kunne erstatte den kostbare kinabark.

## Striden om nellikeroden
Efter at han 1781 havde publiceret sine iagttagelser i en lærd latinsk afhandling, vakte sagen megen opsigt imellem lægerne og gav anledning til en omfattende litterær fejde, der ved hovedsagelig at føres i Johann Clemens Todes Nye Sundhedstidende også satte det ikke lægekyndige publikum i bevægelse, og hvori nellikeroden angrebes af Frederik Ludvig Bang, Tobias Friedrich Falckenthal og Tode selv (der i øvrigt fra først af var "patriotisk" begejstret for roden), mens kun en temmelig ubekendt kirurg Nielsen vedblev at stå på Buchhaves side. At denne til sidst også lod sin rod blive forsvaret og berømmet i Adresseavisen, vakte meget misfornøjelse i de kollegiale kredse, og i det hele gjorde han ved sin stridbarhed sin Stilling vanskelig, så at han heller ikke til trods for sine grundige studier og indsigter kunne vinde indgang som læge, hverken i Sorø eller i København, hvor han 1781 nedsatte sig.

## Politisk og fysisk Magasin
Han følte sig bestandig mere tilsidesat og begyndte i det af ham udgivne Politisk og Physisk Magazin (1793-96) også bittert at angribe regeringen, samtidig med at han hævede terrorismen i Frankrig til Skyerne. Han døde i København 16. november 1796. I en længere årrække (1784-94) var han en flittig medicinsk anmelder i Kjøbenhavns lærde Efterretninger.
Han var gift med Christiane Frederikke Dreier, født Pultz (født 21. maj 1773, død 1788), datter af ritmester Pultz af Skovsgaard og enke efter sognepræst Dreier i Aunslev og Bovense. Han fik bl.a. datteren Anne Elisabeth, som blev gift med Christian Carl Boeck, der også overtog redaktørposten af Politisk og Physisk Magazin efter Buchhaves død.
Han er begravet på Assistens Kirkegård.